# ノオト
ノオトは、有限会社ボトホザ→エムアール所属のお笑いコンビ。2011年10月結成。2014年7月まではガレージというコンビ名で活動していた。2017年2月より岩永が体調不良で休養のためコンビ活動を休止していたが、2018年4月に解散。

## メンバー
岩永ヨシヒト（いわなが ヨシヒト、（1991年7月14日（33歳） - ）
ボケ担当。本名岩永 義仁（読みは同じ）。立ち位置は向かって左。長崎県長崎市出身。身長180cm。A型。長崎県立長崎鶴洋高等学校卒業。休養復帰後は「岩永いわな」と改名し、元ストロングから～のとみやん（元相方は現納言の安部紀克）とともに新コンビさんぽを結成し、太田プロダクションを経てビクターミュージックアーツに所属。
春山元樹（はるやま もとき、（1988年7月21日（36歳） - ）
ツッコミ担当。立ち位置は向かって右。千葉県出身。身長181cm。O型。明治学院大学心理学部卒業。解散と同時に芸能界引退。引退後はWeb広告のライター・マーケターとして働いている。

## エピソード
- 岩永はカズレーザー（メイプル超合金）、熊本アイ（元ストレンジサニィシアター）、シアター稲葉大樹（元・ストレンジサニィシアター）、矢巻駿（フカミドリ）、カミノシュウヘイ（キズマシーン）の5人と共に一軒家をシェアして生活している。
- 春山は痛風を患っている。
- 2人ともラジオが好きであり、「くりぃむしちゅーのオールナイトニッポン」（ニッポン放送）のヘビーリスナーであった。
- 春山は家が厳しくテレビが観れずラジオだけは聴いても良い環境であったため、上田晋也（くりぃむしちゅー）がパーソナリティを務めていた「知ってる?24時。」（ニッポン放送）を聴いていても最初は上田が芸人だということを知らなかった。

## 出演

### テレビ
- BOMBER-E（メ〜テレ、2015年1月15日）

### ラジオ
- マイナビ Laughter Night（TBSラジオ、2016年11月5日）

### インターネット
- JJ北島ヒルトンとガレージ春山の「五反田チワワ」（YouTube、 2012年9月 - 2013年2月） - 春山のみ
- なんでtv（ニコニコ生放送、2014年3月 - 2015年5月） - 月1回火曜日担当
- ガレージくん（YouTube・Podcast、2014年7月 - 2015年4月） - 毎週日曜日更新。
- 「ノオトの大検索」「たべ番組 一緒に食べよ！」「きーた話」（YouTubeMRファルマンチャンネル、2016年3月 - ）[2]

## 賞レース等の出場
- 2012年 THE MANZAI 一回戦出場
- 2013年 キングオブコント 一回戦出場
- 2014年 キングオブコント 一回戦出場
- 2015年 キングオブコント 二回戦敗退
- 2016年 キングオブコント 一回戦出場
- 2016年 M-1グランプリ 一回戦出場

## ライブ

### 単独ライブ
- ノオト第一回単独ライブ「スケッチ」（2014年12月21日、しもきた空間リバティ）
- ノオト第二回単独ライブ「無意味のサラダ」（2015年11月20日、月見ル君想フ）

### 主な出演ライブ
- 「鳴る、エンジン」「晴れやかに、のびやかに」（ノオト主催のライブ）
- 「CCC（コンテンポラリー・コント・クラブ）」（スーパーニュウニュウ、トンツカタン、ゆうきたけし、ジャパネーズとのユニットライブ）[3]
- 「ストライプゼロ」「柄エース」（K-PRO主催のお笑いライブ）
- 「びーちぶコントバトル」（千川びーちぶで行われるライブ）
- 「ココからコレから」
- 「ひるまによん」
- 「新ネタライブ『ウヒョー！』」（伊村製作所、ゆうきたけし、キズマシーン、マドモアゼルズとの新ネタライブ）